# Kleszczele
Kleszczele – miasto w Polsce w województwie podlaskim, w powiecie hajnowskim, nad rzeką Nurzec, położone przy granicy z Białorusią. Siedziba gminy miejsko-wiejskiej Kleszczele. W latach 1975–1998 miasto administracyjnie należało do województwa białostockiego.
Przez miasto przebiega droga krajowa nr 66 oraz dwie drogi wojewódzkie: 685 i 693. Poprzez połączenia drogowe Kleszczele skomunikowane są z Białymstokiem, Hajnówką i Siemiatyczami, a poprzez linię kolejową (istnieje tu stacja kolejowa) z Białymstokiem i Brześciem.

## Historia

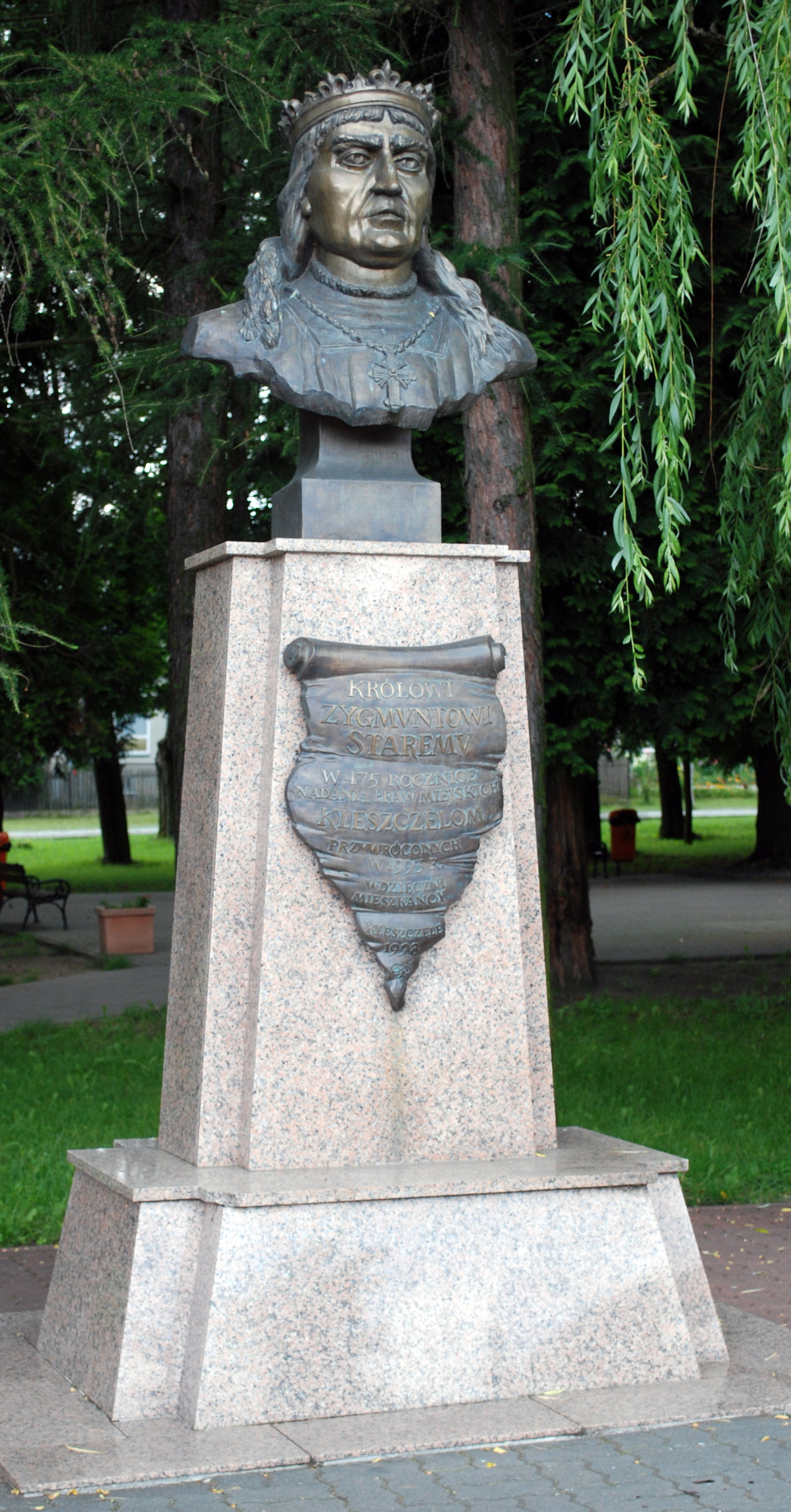
Pomnik króla Zygmunta I Starego

Kleszczele założono z rozkazu króla Zygmunta I Starego przez kanclerza i wojewodę wileńskiego Mikołaja Radziwiłła. Było miastem królewskim Korony Królestwa Polskiego, w starostwie kleszczelowskim w ziemi bielskiej województwa podlaskiego w 1795 roku.

### Kalendarium
- 1506 – pierwsze prawo lokacyjne
- 1525 – lokacja miasta królewskiego na prawie chełmińskim[4]
- 1544 – zbudowano kościół uposażony przez królową Bonę
- 1560 – pierwsza wzmianka o parafialnych prawosławnych cerkwiach św. Mikołaja i św. Jerzego; obydwie prawdopodobnie istniały już w momencie nadania Kleszczelom praw miejskich[5]
- 1566 – miasto liczy 385 domów i zamieszkuje około 2310 osób
- 1581 – Królowa Anna pozwoliła mieszczanom wybudować na rynku ratusz z szynkiem, wagą i postrzygalnią. W drugim przywileju nadała pieczęć i herb – baranek z chorągiewką i łacińskim napisem: Sygillum Civitatis Kleszczeleeviensis.
- 1631 – ratusz w Kleszczelach spłonął
- 1633 – cerkwie w Kleszczelach de facto przyjęły unię, siłą odebrane prawosławnym przez unickich duchownych przy pomocy starosty[6]
- 1648 - pod miastem zwołano podlaskie pospolite ruszenie[7]
- 1659 – w czasie wojny z Carstwem Rosyjskim miasto zniszczone przez wojska rosyjskie
- lata 70. XVII wieku – po wojnach miasto zamieszkuje tylko około 200 osób
- 1777 – odbudowane miasto spłonęło w wyniku wielkiego pożaru po którym zostało tylko 13 domów.
- 1795 – miasto znalazło się pod administracją zaboru pruskiego
- 1807 – miasto znalazło się pod administracją zaboru rosyjskiego w powiecie bielskim obwodu białostockiego
- 1839 – synod połocki: parafie unickie w Kleszczelach zostają włączone do Rosyjskiego Kościoła Prawosławnego
- 1843 – 1915 likwidacja obwodu białostockiego i włączenie miasta do powiatu bielskiego w guberni grodzieńskiej
- 1915 – miasto pod okupacją niemiecką (w wyniku działań wojennych)
- 1919 – w granicach II Rzeczypospolitej, powiat bielski w województwie białostockim
- 1925 – Powstała Ochotnicza Straż Pożarna w Kleszczelach
- 1939 – we wrześniu początkowo okupacja niemiecka po czym przekazanie miasta ZSRR
- 1939–1941 – w składzie Białoruskiej Socjalistycznej Republiki Radzieckiej, rejon kleszczelowski w obwodzie brzeskim
- 1941–1944 – okupacja niemiecka (czerwiec 1941 – lipiec 1944), powiat bielski w okręgu białostockim
- jesień 1941 Niemcy utworzyli getto dla żydowskich mieszkańców. Przebywało w nim około 2000 osób[8].
- 6 listopada 1942 – ostateczna likwidacja getta, Żydzi zostali przewiezieni do getta w Białymstoku, a stamtąd do obozu zagłady Treblinka II[8].
- 20 lipca 1944 roku Kleszczele zostały zajęte przez oddziały 65 Armii 1 Frontu Białoruskiego pod dowództwem gen. Pawła Batowa.
- 23 lipca 1944 miasto zostało zajęte przez niemiecką 4 i 8 kompanię czołgów 5 ppanc SS Wiking, gdzie na moście doszło do spotkania dowódcy I/5 ppanc hauptsturmfuhrer Saumenichta z dowódcą 4 Dywizji Pancernej generałem Clemensem Betzelem.
- 1944 – w granicach Polski, powiat bielski w województwie białostockim
- 1948 – powołano do życia Kasę Spółdzielczą przemianowaną w późniejszych latach na Bank Spółdzielczy.
- 1948 – powstało Koło Łowieckie „Cietrzew” w Kleszczelach
- W latach 1948–1950 stacjonował tu sztab 19 batalionu Ochrony Pogranicza.
- 1950 – utrata praw miejskich
- 1956 – powstał Państwowy Ośrodek Maszynowy, Gminna Spółdzielnia „Samopomoc Chłopska”, Spółdzielnia Kółek Rolniczych, Spółdzielnia Chemiczna „Betesca”
- 1983 – Powstało Państwowe Gospodarstwo Rolne
- 1 października 1993 – odzyskanie praw miejskich
- 1997 – Pierwsze Dni Kleszczel
- 1999 – odsłonięcie pomnika króla Zygmunta I Starego
- 14 września 2002 – uroczyste otwarcie zbiornika wodnego w Repczycach
- 2004 – nad miastem przechodzi huragan niszcząc kilka ulic

## Demografia
W 1878 roku Kleszczele liczyły 1750 mieszkańców, z których 807 było wyznania prawosławnego, 518 katolickiego, 435 mojżeszowego.
Według spisu ludności z 30 września 1921 roku w Kleszczelach mieszkało 1452 osób w 321 domach, 911 podało narodowość polską, 349 – białoruską, 147 – żydowską, 45 – rosyjską. 621 osób było wyznania mojżeszowego, 567 wyznania prawosławnego, 263 wyznania rzymskokatolickiego i 1 bezwyznaniowiec.
Według danych GUS z 1 stycznia 2024 miasto zamieszkiwało 1049 mieszkańców.
- Piramida wieku mieszkańców Kleszczel w 2014 roku[11].

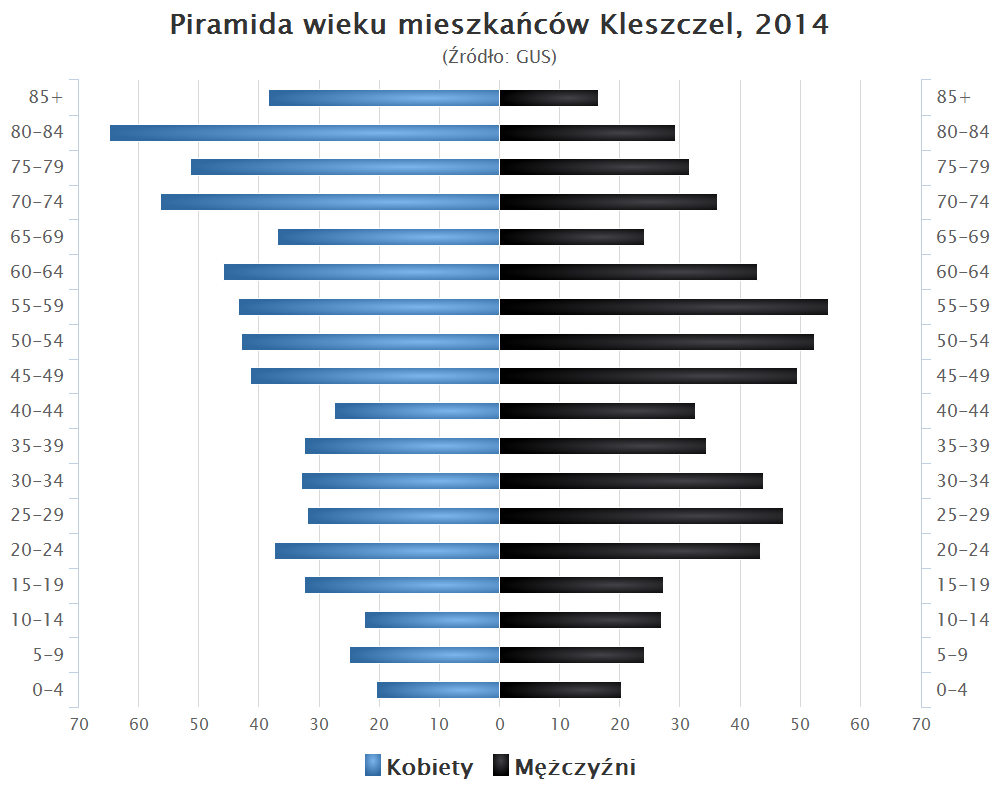

## Zabytki

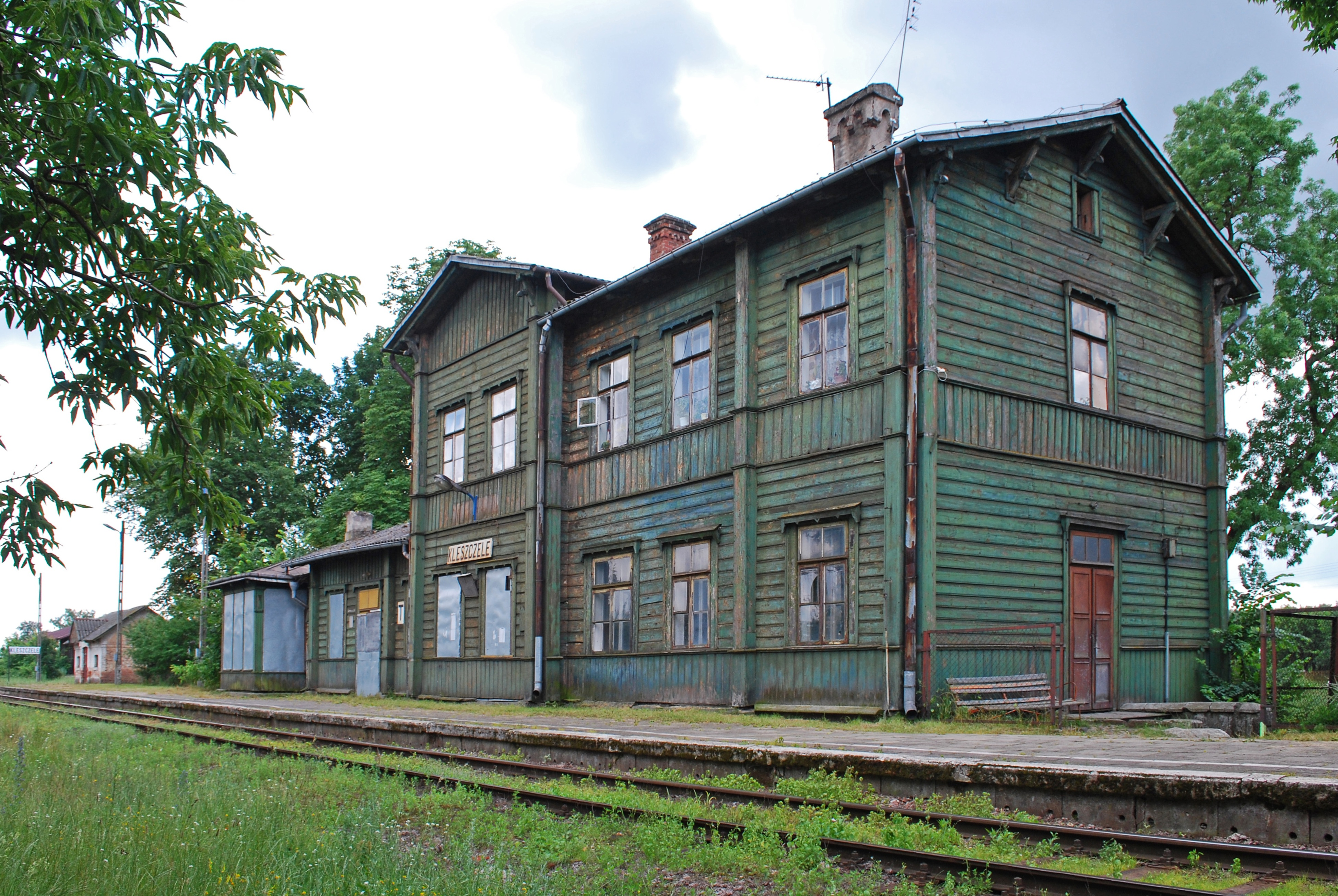
Zabytkowy budynek dworca w Kleszczelach

- układ przestrzenny, XVI wiek (nr rej.: 455 z 6 sierpnia 1979)
- cerkiew pw. św. Mikołaja z 1709 (pierwotnie dzwonnica unicka), przeb. w XIX wieku, drewniana (nr rej. 157 (163) z 16 września 1959)
- cerkiew prawosławna pw. Zaśnięcia Przenajświętszej Bogurodzicy (parafialna), ok. 1870 (nr rej.: 695 z 11 marca 1988)
- kościół rzymskokatolicki pw. św. Zygmunta Burgundzkiego, 1907-1910 (nr rej.: 696 z 11 marca 1988)
- dworzec kolejowy, ok. 1900 (nr rej.: 672 z 21 grudnia 1987)
- cmentarz prawosławny
- cmentarz żydowski

Zabytki nieistniejące:
- Stara Synagoga (spłonęła w 1881, obecnie nie istnieje)
- synagoga (rozebrana w 1941 r., obecnie nie istnieje)

## Sport
W mieście działa klub piłki nożnej, Orzeł Kleszczele, grający w A klasie.

## Wspólnoty wyznaniowe

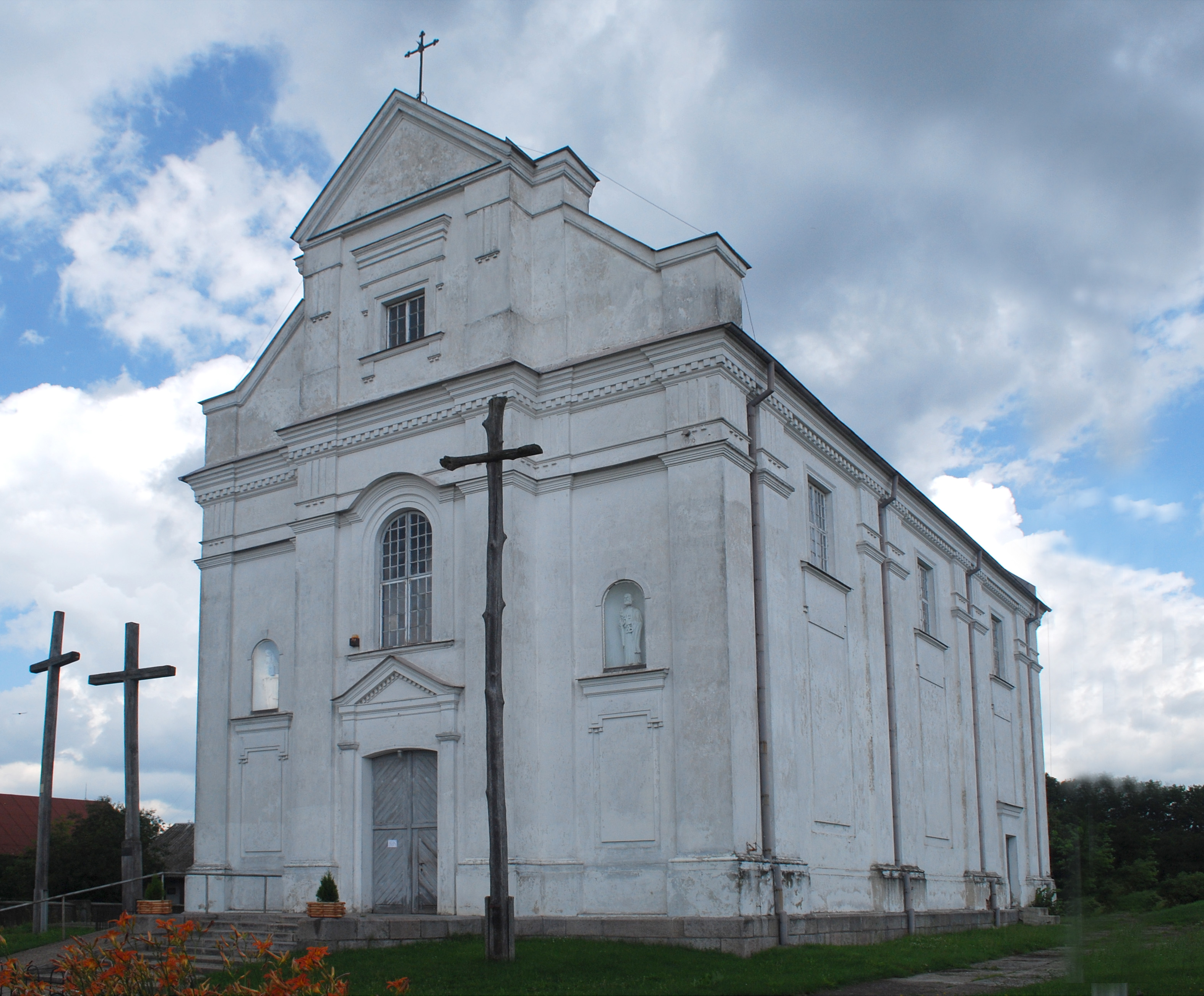
Kościół pw. św. Zygmunta Burgundzkiego

Na terenie Kleszczel działalność religijną prowadzą następujące Kościoły i związki wyznaniowe:
- Kościół rzymskokatolicki:
  - parafia św. Zygmunta
- Polski Autokefaliczny Kościół Prawosławny:
  - parafia Zaśnięcia Przenajświętszej Bogurodzicy
- Kościół Chrześcijan Baptystów:
  - zbór w Kleszczelach
- Świadkowie Jehowy:
  - zbór Kleszczele (Sala Królestwa ul. Sosnowa 7)[12]

## Inne
W miejscowości działało Państwowe Gospodarstwo Rolne Kleszczele. W 1993 po przekształceniu jako Gospodarstwo Rolne Skarbu Państwa Kleszczele. Po prywatyzacji jako gospodarstwo indywidualne Zenon Żwirowski.